# Oxogona
Oxogona là một chi bướm đêm thuộc họ Noctuidae.